# Plotkara (seria powieści)
Plotkara – seria książek młodzieżowych napisana przez Cecily von Ziegesar. W Polsce pierwszy tom został wydany w 2003 roku przez Wydawnictwo Amber.

## Treść
Akcja rozrywa się w Nowym Jorku. Tajemnicza Plotkara komentuje na swojej stronie internetowej perypetie świata bogatych nastolatków z Upper East Side. Serena van der Woodsen, po dwóch latach spędzonych w szkole z internatem w Connecticut, niespodziewanie wraca do domu. Nikt nie wie, dlaczego wyjechała, ani po co wróciła. Podczas nieobecności Sereny, jej przyjaciółka Blair Waldorf stała się najpopularniejszą osobą w szkole i towarzystwie – podziwianą przez wszystkich, pożądaną przez chłopaków... Ich relacje po powrocie bohaterki komplikuje Nate Archibald, chłopak Blair.
Książka ma 11 części poświęconych B, S, N, J, V, D i C. Ale jest wydana jeszcze część 12 oraz jej dokończenie o początkach tej historii. Autorka wydaje również tzw.: Wejście Carlsów, czyli opowieści Plotkary po wyjeździe naszych ulubieńców na studia. W części 13, 14 i 15 nie ma już ani słowa o głównych bohaterach pierwszych 11 części. Dalsze losy Jenny znajdziecie w innej książce Cecily von Ziegesar „Dziewczyna Super” (losy J po wyjeździe do szkoły z internatem). Na podstawie książki nakręcono popularny w USA serial o tym samym tytule.

## Bohaterowie
Główni bohaterowie 1-12 części:
- Blair Cornelia Waldorf – podobnie, jak większość postaci występujących w książce jest bogatą nastolatką, mieszkającą na Upper East Side w Nowym Jorku. Interesuje się kupowaniem butów, starymi filmami (przede wszystkim Śniadanie u Tiffany’ego), osobą Audrey Hepburn oraz Uniwersytetem Yale. Jest najlepszą uczennicą oraz jedną z najpopularniejszych dziewczyn w szkole, do której uczęszcza. Należy do osób upartych, dążących do perfekcji, nienawidzących przegrywać, wciąż narzekających, a jednocześnie inteligentnych. Jest muzą zimową Baileya Wintera. Jej ojciec jest gejem mieszkającym we Francji, a matka Eleonor po rozwodzie wyszła ponownie za mąż, za Cyrusa Rose’a. Ma młodszego, rodzonego brata Tylera i będącego w tym samym wieku brata przyrodniego Aarona. Przyjaciółka Sereny, choć Blair sama mówi, że za wiele rzeczy jej nienawidzi, a za wiele kocha. Wiele osób podejrzewało, że obie są lesbijkami. Od dziecka zakochana w Nate’cie. Choruje na bulimię.

- Serena van der Woodsen – przyjaciółka Blair. Seksowna i wysoka blondynka, najpiękniejsza dziewczyna w szkole. Lubi niezobowiązujące romanse. Jest główną aktorką grającą w „Śniadaniu u Freda”. Modelka, wiele razy jej zdjęcia pojawiały się na autobusach i w gazetach. Wieczna optymistka, tryska energią i wdziękiem. Wygląda świetnie we wszystkim, co na siebie wrzuci. Lubi ogromne okulary, za którymi chowa swą piękną, nieco piegowatą twarz. Ma długie, jasne włosy i ciemnoniebieskie oczy. Reklamowała perfumy „Łzy Sereny”, jest muzą lata Baileya Wintera. Od zawsze zakochana w Natcie Archibaldzie. Spędziła z nim noc pod nieobecność Blair, co stanowiło początek nowej kłótni.

- Nathaniel ‘Nate’ Archibald – wiecznie opalony najprzystojniejszy chłopak z Piątej Alei. Złotowłosy i zielonooki uczeń szkoły Świętego Judy. Jego pasją jest budowanie jachtów. Gra w lacrosse’a. Ma pociąg do marihuany, Blair i Sereny. Nie wie, którą wybrać. Niezbyt dojrzały, często ma zatargi z ojcem.

- Daniel ‘Dan’ Humphrey – poeta mający tendencje do pesymizmu, uwielbia „Cierpienia młodego Wertera”, kawę i Vanessę. Jest osobowością specyficzną, na co wpływ ma jego dziwna rodzina. Dan waha się czy aby nie jest gejem i wdaje w związek z niejakim Gregiem. Okazuje się jednak, że jego jedyną miłością jest Vanessa.

- Vanessa Abrams – oryginalna dziewczyna, słynąca z ogolonej na łyso głowy. Jej pasją jest tworzenie oryginalnych filmów, toleruje tylko czarny kolor, mieszka w Williamsburgu razem z siostrą Ruby. Od zawsze jest zakochana w Danie.

- Jennifer ‘Jenny’ Humphrey – siostra Dana. Obdarzona zaskakująco dużym biustem i talentem plastycznym. Wielu chłopców uważa, że jest niesamowicie słodka i urocza. Ślepo podąża za modą, narażając tym samym niezbyt wypchany portfel ojca na ogromne wydatki. Jej idolką jest Serena. Vanessa zwraca się do niej per „Jennifer” – uważa, że brzmi to bardziej dojrzale. Jenny wyjeżdża do Waverly, aby tam zaistnieć na nowo, jako wielka gwiazda.

- Chuck Bass – bogaty, niezwykle przystojny model, który kocha romanse i ploteczki, ma obsesję na punkcie swojej małpki, zwanej „Cukiereczkiem”. W późniejszych częściach dowiadujemy się o jego prawdziwej orientacji seksualnej. Można przypuszczać, że tak naprawdę jest biseksualny.

Bohaterowie części 13: Wejście Carlsów
- Avery Carls – jasnozłociste włosy, kobaltowo-niebieskie oczy, goniąca za trendami, bogini jak z bajki w sukienkach od Marini; „Toczy wojnę” z Jack Laurent; ona, Baby i Owen są trojaczkami wychowanymi tylko przez matkę; przeprowadzili się do Nowego Jorku ze Sconset, Nantucke.

- Baby Carls – tęskni za swoim chłopakiem; na początku nie rozstaje się z jego bluzą, którą przez przypadek jej zostawił.

- Owen Carls – brat Avery i Baby; przystojniak o dość surowej urodzie, naga pierś, złociste włosy; należy do drużyny pływackiej w szkole św. Judy; nie może zapomnieć o dziewczynie, z którą spędził wyjątkową noc. Przedstawiła się jako Kat. Okazuje się, że tak naprawdę ma na imię Kelsey i jest dziewczyną jego nowego przyjaciela...

- Rhys Sterling – kapitan drużyny pływackiej w szkole św. Judy; nowy przyjaciel Owena. Marzy, że w końcu zrobi to ze swoją dziewczyną, którą zna od małego, Kelsey; Jego matka prowadzi program pt. „Herbatka z lady Sterling”.

- Jack Laurent – zaczęło się od incydentu w sklepie. Jedna torebka, dwie dziewczyny. Jack i Avery się nienawidzą i rywalizują ze sobą.

Pozostali:
- Tyler Waldorf, później Rose – rodzony brat Blair.
- Aaron Rose – przyrodni brat Blair
- Kati Farkas – najlepsza przyjaciółka Isabel Coates. Gdy Serena uczyła się w szkole z internatem, najlepsza przyjaciółka Blair.
- Isabel Coates – przyjaciółka Katie Farkas. Gdy Serena uczyła się w szkole z internatem, najlepsza przyjaciółka Blair.
- Cyrus Rose – ojczym Blair; gruby, wiecznie czerwony na twarzy.
- Eleanor Waldorf-Rose – matka Blair.
- Lillian van der Woodsen – matka Sereny.
- Eric van der Woodsen – brat Sereny, jej męska kopia.
- Rufus Humphrey – ojciec Dana i Jenny, poczciwy bitnik i muzyk.
- Lord Marcus – angielski lord, niesamowicie przystojny starszy klon Nate’a, chwilowy chłopak Blair.

## Książki
1. Plotkara (Gossip Girl)

2. Wiem, że mnie kochacie. Plotkara 2 (You Know You Love Me)

3. Chcę tylko wszystkiego. Plotkara 3 (All I Want Is Everything)

4. Bo jestem tego warta. Plotkara 4 (Because I’m Worth It)

5. Tak jak lubię. Plotkara 5 (I Like It Like That)

6. Tylko Ciebie chcę. Plotkara 6 (You’re the One That I Want)

7. Nikt nie robi tego lepiej. Plotkara 7 (Nobody Does It Better)

8. Nie zatrzymasz mnie przy sobie. Plotkara 8 (Nothing Can Keep Us Together)

9. Tylko w twoich snach. Plotkara 9 (Only In Your Dreams)

10. Nigdy ci nie skłamię. Plotkara 10. (Would I Lie To You?)

11. Nie zapomnij o mnie. Plotkara 11. (Don’t You Forget About Me)

12. Zawsze będę cię kochać. Plotkara 12 – ostatnia część.
- 12. To musiałeś być ty. Plotkara 12 (It Had to Be You) w Polsce wydana jako Plotkara Początek- Jak się zaczęło

## Serial
We wrześniu 2007 roku amerykańska stacja the CW wyemitowała serial nakręcony na podstawie serii książek Cecily von Ziegesar. W główne role wciela się: Leighton Meester (Blair Waldorf), Blake Lively (Serena van der Woodsen), Chace Crawford (Nate Archibald), Ed Westwick (Chuck Bass), Taylor Momsen (Jenny Humphrey), Penn Badgley (Dan Humphrey), Matthew Settle (Rufus Humphrey), Kelly Rutherford (Lillian van der Woodsen), Nan Zhang (Kati Faraks), Nicole Fiscella (Isabel Coates), Kristen Bell (Plotkara – jako narrator).
W Polsce serial wyświetlany jest od marca 2008 roku na kanale TVN 7. Drugi sezon (premiera w Polsce) TVN 7 wyemitował we wrześniu 2009, natomiast trzeci (premiera w Polsce) na wiosnę 2010 roku.